# Литвиненко, Анна Павловна
Анна Павловна Литвиненко (род. 22 декабря 1952) — советская и российская солистка концертного объединения «Эстрада» государственного учреждения «Московское государственное концертное объединение «Москонцерт», народная артистка России (2003), профессор кафедры хорового и сольного народного пения Российской Академии музыки имени Гнесиных.

## Биография
Родилась 22 декабря 1952 года в станице Абадзехская Майкопского района на Кубани. В общеобразовательную школу пошла учиться в станице Ярославская. Завершила обучение в школе в Белореченске и здесь же окончила музыкальную школу по классу баяна. Её бабушка обладала уникальным народным голосом, элементы которого и были переданы Анне Литвиненко, соблюдала традиции сольного исполнения народных песен.  
В 1969 году Анна поступила учиться в училище имени М. М. Ипполитова-Иванова. Прослушивала её Александра Васильевна Прокошина, которая и стала первым педагогом. Завершала обучение в училище Анна в классе Валентины Ефремовны Клодниной.
В 1985 году она успешно завершила обучение в музыкальном училище им. Гнесиных.
С 1973 по 1978 годы она работала солисткой Хора имени Пятницкого. Вместе с коллективом объездила множество городов Советского Союза, побывала с гастролями и в зарубежных странах. В хоре Литвиненко исполняла частушки. Она мечтала сделать сольную карьеру и уйти работать на эстраду. С этой идеей она попала на прослушивание в "Москонцерт". С 1978 года она стала солисткой и начала исполнять романсы как самостоятельная артистка. В постановке голоса и организации концертной программы ей помогали Мария Ефимовна Агапова и Валентина Николаевна Гринченко. Они же готовили вокалистку к конкурсам и фестивалям. В "Москонцерте" проработала до 2004 года.    
В 1978 году Анна Литвиненко дебютировала на конкурсе артистов эстрады, который проходил в Ленинграде. Чуть позже она стала обладателем Гран-при этого же конкурса, но уже в Москве. Людмила Зыкина ей вручила высокую награду.
С 1985 по 1995 годы работала радиоведущей программы «Музыкальный теремок». У Анны в гостях бывали известные деятели искусства, которые делились планами и повествовали о своих достижениях.
В 1986 году она занялась преподавательской деятельностью в Российской академии музыки имени Гнесиных. С 2011 года является профессором кафедры хорового и сольного народного пения «Гнесинки». Преподает следующие дисциплины: «Импровизационный распев», «Педагогическая практика», «Основы сольной импровизации», «Сольное пение», «Постановка концертных номеров», «Сценическая подготовка и режиссура народной песни». Произвела более 300 записей в фонды Всесоюзного радио.
С 2004 года по настоящее время является солисткой Московского Государственного Музыкального театра фольклора «Русская Песня».
Проживает в Москве.

## Семья
- Супруг - Валерий Калистратов (7 июня 1942, Белорецк, Башкирская АССР — 3 января 2020), народный артист Российской Федерации.

## Награды
- Народная артистка России (30.01.2003).
- Заслуженная артистка России (12.01.1994).
- Дипломант Всероссийского конкурса исполнителей народной песни (1979).
- Лауреат I Московского конкурса артистов эстрады (1979).
- Орден Ломоносова (2005).
- Орден «За возрождение России. XXI век» (2006).
- Национальная премия «Имперская культура» имени Эдуарда Володина (2016)[5].